# ماندانا جونز
ماندانا جونز (انگلیسی: Mandana Jones؛ زادهٔ ۲۶ فوریهٔ ۱۹۶۷) یک هنرپیشه اهل بریتانیا است.
او در شاهد خاموش ایفای نقش کرده‌است.